# Blue Water Arena
Blue Water Arena er navnet for det tidligere Esbjerg Stadion, efter at Blue Water Shipping blev navnesponsor i 2009. Stadionet er beliggende centralt i Esbjerg på Gl. Vardevej, tæt på bymidten og andre idrætsfaciliteter som en del af Esbjerg Idrætspark. Fodboldstadionet benyttes af fodboldklubben Esbjerg fB.

## Historie
Det oprindelige anlæg blev etableret i 1955, og der blev i 2004 opført en ny tribune som første en del af en større opgradering af stadion. I april 2007 blev der af Esbjerg Kommune afsat 72,2 mio. kr. til færdiggørelse af opgraderingen, hvortil kom fodboldklubbens bidrag på 32,8 mio. kr. Projektet omfattede opførelsen af to endetribuner, renovering af den gamle tribune samt nye omklædningsforhold til spillerne. Samlet byggesum: 135 millioner kr.
Efter fornyelsen af stadion er fuldendt, har det fået en samlet kapacitet på 17.442 tilskuere, heraf 11.286 siddepladser, hvilket gør Blue Water Arena til landets fjerdestørste stadion. Til internationale kampe kan ståpladserne transformeres til siddepladser via mobile sæder, hvilket giver en kapacitet på 13.451 siddepladser. Opførelsen af det nye stadion startede i marts 2008, og det blev indviet 9. august 2009 i forbindelse med en superligakamp mod OB. Den 14. november 2009 spillede Danmarks fodboldlandshold en venskabskamp i Esbjerg mod Sydkorea, og igen i 2011 en kamp mod Finland.

## Fakta
- Lysanlæg: 1200 lux.
- Banevarme
- Tilskuerrekord: 22.000 (Esbjerg fB – KB, 1961).